# Basílica de Vega del Mar
La basílica de Vega del Mar, también conocida como basílica paleocristiana de Vega del Mar, es una iglesia de origen paleocristiano de la que sólo se conservan parte de sus muros, situada en San Pedro Alcántara, en la provincia de Málaga, España.

## Descripción
Se trata de uno de los pocos ejemplos de iglesias visigodas de tipo norteafricano construidas en Andalucía durante el siglo VI, construida sobre una basílica paleocristiana anterior, del siglo IV. Está ubicada junto a la desembocadura del río Guadalmina, muy cerca del mar y de la población de San Pedro Alcántara, sobre una antigua vía romana que comunicaba Cádiz con Cartagena.
Tiene planta casi cuadrada de 11,5 m. de lado, tres naves y doble ábside enfrentado, característica propia de este tipo de iglesias, siendo el ábside occidental el núcleo principal del templo. Este tiene forma de herradura y está encuadrado en un rectángulo, que a su vez forma aposentos a cada lado. Uno de los aposentos contiene una pila bautismal tallada en piedra con forma de pez en el exterior y forma cuatrilobulada en el interior.
Existen en ella más de 180 tumbas de distintas épocas y de diferentes formas constructivas, que indican que la basílica fue utilizada como necrópolis.
La basílica fue descubierta a principios del siglo XX cuando se inició una campaña para reploblar la zona con eucaliptos.